# Sandro Wirth
Sandro Wirth (ur. 24 czerwca 1960 r.) – szwajcarski narciarz, specjalista narciarstwa dowolnego. Nigdy nie startował na żadnych mistrzostwach świata ani na igrzyskach olimpijskich. Najlepsze wyniki w Pucharze Świata osiągnął w sezonie 1982/1983, kiedy to zajął 18. miejsce w klasyfikacji generalnej, a w klasyfikacji skoków akrobatycznych zdobył małą kryształową kulę.
W 1984 r. zakończył karierę.

## Sukcesy

### Miejsca w klasyfikacji generalnej
- 1980/1981 – 43.
- 1981/1982 – 25.
- 1982/1983 – 18.
- 1983/1984 – 36.

### Miejsca na podium
1. Stoneham – 15 stycznia 1982 (Skoki akrobatyczne) – 2. miejsce
2. Adelboden – 7 marca 1982 (Skoki akrobatyczne) – 1. miejsce
3. Tignes – 26 marca 1982 (Skoki akrobatyczne) – 2. miejsce
4. Tignes – 21 stycznia 1983 (Skoki akrobatyczne) – 1. miejsce
5. Tignes – 22 stycznia 1983 (Skoki akrobatyczne) – 1. miejsce
6. Livigno – 4 lutego 1983 (Skoki akrobatyczne) – 1. miejsce
7. Breckenridge – 21 stycznia 1984 (Skoki akrobatyczne) – 3. miejsce
8. Courchevel – 4 lutego 1984 (Skoki akrobatyczne) – 2. miejsce

- W sumie 4 zwycięstwa, 3 drugie i 1 trzecie miejsce.